# Physaraia bilobata
Physaraia bilobata är en stekelart som först beskrevs av Cameron 1906.  Physaraia bilobata ingår i släktet Physaraia och familjen bracksteklar. Inga underarter finns listade i Catalogue of Life.